# Morenismo en Yucatán
Morenismo fue denominado un movimiento político encabezado por el abogado liberal, periodista y político Delio Moreno Cantón, a principios del siglo XX, en Yucatán, México. El movimiento estuvo orientado a combatir al grupo oligárquico de la Casta divina encabezado por Olegario Molina, su yerno Avelino Montes y su testaferro, Enrique Muñoz Arístegui, quien despojó a Delio Moreno en la elección estatal de 1909 de la gubernatura yucateca, apoyado por la administración de Porfirio Díaz, dictador en el México pre-revolucionario.

## Datos históricos
La corriente política del morenismo se desarrolló en Yucatán de 1909 a 1915 como movimiento opositor al monopolio político y económico del grupo encabezado por Olegario Molina que había sido gobernador de Yucatán y era a la sazón secretario de Fomento en el Porfiriato. Este grupo, más tarde denominado Casta divina por Salvador Alvarado, dominaba la política y la economía regionales mediante pluralidad de empresas entre las cuales estaban las relacionadas con la industria henequenera yucateca. 
Delio Moreno Cantón, que era un abogado liberal y periodista nacido en 1863 en Valladolid, Yucatán, fue varias veces contendiente al cargo de gobernador de Yucatán y en dos ocasiones fue despojado de su triunfo por fraude electoral cometido en su perjuicio. Moreno había ejercido la profesión de periodista como propietario y director de la Revista de Mérida (antecedente del Diario de Yucatán).
Moreno Cantón luchó políticamente contra el reeleccionismo en Yucatán imperante en la época, y también, contra el porfiriato henequenero formado en Yucatán por la que más tarde sería denominada Casta divina.
Como resultado de las elecciones de 1909 (periodo 1910 - 1914) en las que Enrique Muñoz Arístegui salió electo gobernador por fraude electoral cometido en contra de Delio Moreno, las fuerzas morenistas se organizaron en un movimiento de resistencia que inclusive llegó a fraguar la rebelión de Valladolid, que fue aplacada y sus participantes duramente reprimidos, perseguidos y encarcelados por el gobierno. Hubo inclusive tres ciudadanos que fueron ejecutados tras juicios sumarísimos. Delio Moreno sufrió persecuciones acusado de haber participado en la revuelta. Todo ello contribuyó a magnificar la figura política del abogado y periodista, como víctima que había sido de una gran injusticia.
Más tarde, en 1911, ya depuesto Muñoz Arístegui por el propio Porfirio Díaz, poco antes de retirarse este a su exilio, Delio Moreno volvió a contender por la gubernatura teniendo como adversario a José María Pino Suárez, quien fue apoyado por el maderismo triunfante en México como resultado del Plan de San Luis. A pesar de la popularidad de Moreno Cantón, volvió a perder las elecciones en otro alegado fraude electoral. A pesar de este nuevo fracaso, las fuerzas morenistas intentaron una vez más lanzar la candidatura de su líder para el periodo 1914 - 1918, pero el huertismo ya imperante en ese momento tras la decena trágica, lo evitó. Delio Moreno prefirió en este punto retirarse de la política, no sin que el morenismo perdurara en Yucatán por varios años.